# Наи, Дилан
Дилан Наи (фр. Dylan Nahi; род. 30 ноября 1999, Париж) — французский гандболист, выступает за гандбольный клуб «Кельце» и сборную Франции по гандболу. Призёр чемпионатов мира 2023 и 2025 годов, чемпион Европы 2024 года. Участник летних Олимпийских игр 2024 года.

## Карьера

### Клубная
Дилан Наи начал играть в гандбол в парижском клубе. Играл в юношеском дивизионе с 2015 года. В сезоне 2016/17 годов Наи впервые выступил в первом французском дивизионе, в котором сразу же стал чемпионом. Кроме того, Наи победил в Суперкубке Франции и Кубке лиги. В Лиге чемпионов 2016 года, 25 февраля 2017 года, Дилан забил свой первый еврокубковый гол в матче против чемпиона Швейцарии. ПСЖ вышел в финал, а Наи стал самым молодым игроком, когда-либо выходившим в финал Лиги чемпионов, сделал он это в возрасте 17 лет и 185 дней.
В 2019 году подписал контракт с польской командой «Кельце», в которую перешёл летом 2021 года. С этим клубом выиграл чемпионат Польши в сезоне 2021/22 годов. В финале Кубка уступили «Висле Плоцк». В 2023 году снова стал чемпионом Польши. В апреле 2024 года продлил свой контракт до 2028 года.

### Международная карьера в сборной
Дилан Наи в составе молодёжных сборных Франции победил на чемпионате Европы среди юношей до 18 лет 2016 года, на чемпионате мира до 19 лет 2017 года и чемпионате мира до 21 года 2019 года.
В основной сборной Франции Дилан дебютировал 26 октября 2017 года в матче против Польши. На чемпионате мира 2023 года выиграл серебряную медаль. На чемпионате Европы 2024 года выиграл золотую медаль, участвовал во всех девяти матчах и забил 22 гола.
В августе 2024 года принимал участие в летних Олимпийских играх. Сборная Франции уступила в четвертьфинале сборной Германии в дополнительное время и покинула турнир.
Принимал участие в играх чемпионата мира 2025 года, стал бронзовым призёром турнира. Включён в состав символической сборной турнира как лучший правый крайний.